# Крамаренко Дмитро Сергійович
Дмитро Сергійович Крамаренко (азерб. Dmitri Kramarenko; рос. Дмитрий Сергеевич Крамаренко; нар. 12 вересня 1974, Баку, Азербайджанська РСР) — радянський та азербайджанський футболіст, воротар, виступав за збірну Азербайджану. По завершенні кар'єри — тренер.
Син радянського воротаря Сергія Крамаренка.

## Життєпис
Вихованець РСДЮШОР «Нефтчі» (Баку). Розпочинав грати на позиції останнього захисника, згодом тренери перевели його в ворота.
Дебютував на професіональномуному рівні 1991 року в бакинському «Динамо». Наступного року став чемпіоном Азербайджану в складі «Нефтчі».
На початку 1993 року отримав запрошення від московського «Динамо», на яке відповів згодою. Разом з цим керівництво «Нефтчі» неохоче відпустило футболіста, виславши трансферний лист лише в травні 1993 року. З цієї причини Крамаренко в першій половині року виступав виключно за дубль москвичів. У чемпіонаті Росії дебютував у грі проти московського «Спартака», яка закінчилася з рахунком 1:1. Перша гра стала й останньою в сезоні 1993 року — в зіткненні з Ігорем Ледяховим отримав травму коліна правої ноги і був замінений на Валерія Клейменова на 70-ій хвилині.
У 1996-1997 роках грав за «Аланію», в складі якої став срібним призером в 1996 році.
У 2002 році перебував на перегляді в «Атлетіко» (Мадрид).
У 2004 році повернувся в Азербайджан, виступав за «Карван», з яким завоював «бронзу» чемпіонату 2004/05 та «срібло» 2005/06. У 2006 році грав за «Терек», з 2007 року — знову в Азербайджані.
Володар Кубку чемпіонів Співдружності 2008 року.
Провів 33 матчі за збірну Азербайджану. У 1994 році захищав ворота олімпійської збірної Росії в товариських матчах.
13 квітня 2015 року призначений тренером воротарів ФК «Нефтчі». З 2020 року тренує воротарів у національній збірній Азербайджану.
17 січня 2021 року призначений тренером воротарів ЦСКА, в якому продовжить поєднувати свою посаду з аналогічною роботою у збірній Азербайджану.

## Особисте життя
Батько — росіянин, мати — наполовину азербайджанка.
Дружина Ірина з татарсько-російської родини. Дві доньки. Одна з них, Лала Крамаренко — дворазова чемпіонка світу і триразова чемпіонка Європи серед юніорів з художньої гімнастики.

## Статистика виступів

### Клубна
| Клубні виступи    | Клубні виступи          | Клубні виступи            | Ліга  | Ліга | Кубок | Кубок | Континентальні турніри | Континентальні турніри | Загалом | Загалом |
| Сезон             | Клуб                    | Ліга                      | Матчі | Голи | Матчі | Голи  | Матчі                  | Голи                   | Матчі   | Голи    |
| ----------------- | ----------------------- | ------------------------- | ----- | ---- | ----- | ----- | ---------------------- | ---------------------- | ------- | ------- |
| 1991              | МЦОП «Динамо»           | Друга нижча ліга, 3 зона  | 3     | 0    |       |       | -                      | -                      | 3       | 0       |
| 1992              | «Нефтчі» (Баку)         | Прем'єр-ліга Азербайджану | 31    | 0    |       |       | -                      | -                      | 31      | 0       |
| 1993              | «Динамо» (Москва)       | РФПЛ                      | 1     | 0    |       |       | -                      | -                      | 1       | 0       |
| 1994              | «Динамо» (Москва)       | РФПЛ                      | 3     | 0    |       |       | -                      | -                      | 3       | 0       |
| 1995              | «Торпедо» (Москва)      | РФПЛ                      | 4     | 0    |       |       | -                      | -                      | 4       | 0       |
| 1996              | «Аланія» (Владикавказ)  | РФПЛ                      | 22    | 0    |       |       | -                      | -                      | 22      | 0       |
| 1997              | «Аланія» (Владикавказ)  | РФПЛ                      | 9     | 0    |       |       | -                      | -                      | 9       | 0       |
| 1998              | «Динамо» (Москва)       | РФПЛ                      | 2     | 0    |       |       | -                      | -                      | 2       | 0       |
| 1999              | «Динамо» (Москва)       | РФПЛ                      | 10    | 0    |       |       | -                      | -                      | 10      | 0       |
| 2000              | «Динамо» (Москва)       | РФПЛ                      | 21    | 0    |       |       | -                      | -                      | 21      | 0       |
| 2001              | «Динамо» (Москва)       | РФПЛ                      | 12    | 0    |       |       | -                      | -                      | 12      | 0       |
| 2002              | ЦСКА (Москва)           | РФПЛ                      | 3     | 0    | 0     | 0     | 0                      | 0                      | 3       | 0       |
| 2003              | ЦСКА (Москва)           | РФПЛ                      | 0     | 0    |       |       | -                      | -                      | 0       | 0       |
| 2004              | «Балтика» (Калінінград) | ФНЛР                      | 15    | 0    |       |       | -                      | -                      | 15      | 0       |
| 2004–05           | «Карван»                | Прем'єр-ліга Азербайджану | 16    | 0    |       |       | -                      | -                      | 16      | 0       |
| 2005–06           | «Карван»                | Прем'єр-ліга Азербайджану | 12    | 0    |       |       | 0                      | 0                      | 12      | 0       |
| 2006              | «Терек»                 | ФНЛР                      | 16    | 0    |       |       | -                      | -                      | 16      | 0       |
| 2006–07           | «Хазар-Ланкаран»        | Прем'єр-ліга Азербайджану | 5     | 0    |       |       | -                      | -                      | 5       | 0       |
| 2007–08           | «Хазар-Ланкаран»        | Прем'єр-ліга Азербайджану | 9     | 0    |       |       | 0                      | 0                      | 9       | 0       |
| 2008–09           | «Хазар-Ланкаран»        | Прем'єр-ліга Азербайджану | 20    | 0    |       |       | 2                      | 0                      | 22      | 0       |
| 2009–10           | «Хазар-Ланкаран»        | Прем'єр-ліга Азербайджану | 3     | 0    | 1     | 0     | -                      | -                      | 4       | 0       |
| 2010–11           | «Хазар-Ланкаран»        | Прем'єр-ліга Азербайджану | 0     | 0    |       |       | 0                      | 0                      | 0       | 0       |
| 2010–11           | «Інтер» (Баку)          | Прем'єр-ліга Азербайджану | 11    | 0    | 2     | 0     | -                      | -                      | 13      | 0       |
| 2011–12           | «Інтер» (Баку)          | Прем'єр-ліга Азербайджану | 0     | 0    | 0     | 0     | -                      | -                      | 0       | 0       |
| 2011–12           | «Сімург» (оренда)       | Прем'єр-ліга Азербайджану | 14    | 0    | 0     | 0     | -                      | -                      | 14      | 0       |
| 2012–13           | «Сімург» (оренда)       | Прем'єр-ліга Азербайджану | 4     | 0    | 0     | 0     | -                      | -                      | 4       | 0       |
| Загалом           | СРСР                    | СРСР                      | 3     | 0    |       |       | -                      | -                      | 3       | 0       |
| Загалом           | Азербайджан             | Азербайджан               | 125   | 0    |       |       | 2                      | 0                      | 127     | 0       |
| Загалом           | Росія                   | Росія                     | 118   | 0    |       |       | -                      | -                      | 118     | 0       |
| Усього за кар'єру | Усього за кар'єру       | Усього за кар'єру         | 246   | 0    |       |       | 2                      | 0                      | 248     | 0       |

### У збірній
| національна збірна Азербайджану | національна збірна Азербайджану | національна збірна Азербайджану |
| Рік                             | Матчі                           | Голи                            |
| ------------------------------- | ------------------------------- | ------------------------------- |
| 1992                            | 1                               | 0                               |
| 1993                            | 0                               | 0                               |
| 1994                            | 0                               | 0                               |
| 1995                            | 0                               | 0                               |
| 1996                            | 0                               | 0                               |
| 1997                            | 0                               | 0                               |
| 1998                            | 2                               | 0                               |
| 1999                            | 7                               | 0                               |
| 2000                            | 3                               | 0                               |
| 2001                            | 2                               | 0                               |
| 2002                            | 2                               | 0                               |
| 2003                            | 3                               | 0                               |
| 2004                            | 7                               | 0                               |
| 2005                            | 6                               | 0                               |
| Загалом                         | 33                              | 0                               |